# Врањска (Босанска Крупа)
Врањска је насељено мјесто у Босни и Херцеговини, у општини Босанска Крупа, које административно припада Федерацији Босне и Херцеговине. Према попису становништва из 2013. у насељу је живјело 124 становника.

## Становништво
| Националност       | 2013.      | 1991.        | 1981.        | 1971.        |
| Срби               | 124 (100%) | 538 (97,28%) | 526 (98,31%) | 627 (99,68%) |
| Југословени        |            | 2 (0,36%)    | 5 (0,93%)    | 0            |
| Муслимани          |            | 1 (0,18%)    | 1 (0,18%)    | 1 (0,15%)    |
| остали и непознато |            | 12 (2,16%)   | 3 (0,56%)    | 1 (0,15%)    |
| Укупно             | 124        | 553          | 535          | 629          |